# Săbăoani (gmina)
Săbăoani – gmina w Rumunii, w okręgu Neamț. Obejmuje miejscowości Săbăoani i Traian. W 2011 roku liczyła 9901 mieszkańców.